# Rachela Suckewer
Rachela Suckewer lub Roza Suckewer (ur. 1904/1905, zm. 1943) – polska malarka impresjonistyczna i ekspresjonistyczna pochodzenia żydowskiego, członkini wileńskiej grupy artystycznej Jung Wilne, kuzynka poety Abrahama Suckewera.

## Dwudziestolecie międzywojenne
Do Jung Wilne dołączyła na początku lat 30. XX wieku. Swoje prace prezentowała między innymi na Stałej Wystawie Sztuki w Wilnie, w Bibliotece Syrnika, wraz z innymi członkami Jung Wilne – Bencijonem Michtomem i Miłką Gecels w grudniu 1930 r., gdzie zaprezentowała obraz Socjaln simen (Symbol społeczny). Następnie w lutym 1935 r. zaprezentowała swoje prace na Stałej Wystawie Sztuki w Wilnie, w budynku byłego banku przy ul. Szerokiej 36 wraz z Bencjonem Michtomem i Rafaelem Chwolesem. Wystawa prac członków Jung Wilne zaowocowała ożywioną dyskusją w lokalnej prasie na temat nikłego zainteresowania przedsięwzięciami plastyków wileńskich i przyczynami tego zjawiska. W tym samym roku wraz z Szejną Efron zaprezentowała swoje prace na wystawie prac studentów Uniwersytetu Stefana Batorego. Na tej samej wystawie swoje prace prezentował między innymi Ber Zalkind. Na wystawie tej Rachela Suckewer zaprezentowała swoje najbardziej znane dzieło A sztrajk in amerikaner port (Strajk w nowojorskim porcie), które wzbudziło największe zainteresowanie spośród wszystkich prezentowanych prac i było szumnie komentowane w recenzji z wystawy. Także w tym samym roku w sierpniu, artystka zaprezentowała A sztrajk in amerikaner port na wystawie żydowskiej sztuki plastycznej zorganizowanej w związku ze Światowym Zjazdem JIWO w Wilnie. Na wystawie swoje prace prezentowało trzynastu artystów z Wilna, poza Rachelą Suckewer byli to: B. Michtom, L. Zameczek, M. Gloger, J. Kagans, J. Różański, J. Czarnocki, M. Prezman, W. Wolf, R. Chwoles, Sz. Efron, H. Gurewicz i E. Lebed. Na wystawie obecni byli między innymi tacy artyści, jak Marc Chagall. Praca Racheli Suckewer została tym razem skrytykowana w recenzji z wystawy za swój monumentalizm, krytykowano także kompozycję i intensywną kolorystykę pracy. Reprodukcja obrazu została również opublikowana w styczniu 1936 r., w trzecim numerze Almanachu „Jung Wilne”.
26 listopada 1938 r. odbyło się otwarcie wystawy indywidualnej prac Racheli Suckewer zorganizowanej przez Związek Żydowskich Artystów Plastyków w Wilnie i grupę Jung Wilne w lokalu handlowo-przemysłowym przy ul. Niemieckiej 21. Wystawa trwała do 2 stycznia 1939 r. Jak podkreśla Joanna Lisek w książce Jung Wilne – żydowska grupa artystyczna, wystawa była szeroko komentowana w lokalnej prasie. Artystka zaprezentowała na niej 60 swoich prac, głównie portrety, ale także pejzaże i martwe natury.

W recenzji z wystawy podkreślano, że decydujący wpływ na sposób postrzegania rzeczywistości przez młodą artystkę miały, podobnie jak w przypadku pisarzy z Jung Wilne, przeżycia związane z pierwszą wojną światową. Te traumatyczne doświadczenia i trudna sytuacja końca lat trzydziestych ukształtowały w jej twórczości wizerunek człowieka daleki od idealizmu i sentymentalizmu, bliski karykaturze, demaskujący ułomne strony natury ludzkiej. Krytyka chwaliła wielki postęp, jaki dokonał się w jej twórczym rozwoju w ciągu trzech lat – od 1935 (od czasu głośnej wystawy w JIWO). Zwrócono uwagę, że artystka, wyzwalając się spod wpływu swoich uniwersyteckich nauczycieli, odnalazła własny styl, polegający na umiejętnym łączeniu technik impresjonistycznych z ekspresjonistycznym wyrazem całości.

W recenzji z wystawy – Rochl Suckewers bilder ojssztelung Ber Zalkind na łamach „Undzer Tog” pisał:

W swoim sposobie tworzenia Rachela Suckewer jest w równym stopniu impresjonistką, co ekspresjonistką. Jej paleta jest barwna, jasna, nie znajdziemy tutaj koloru czarnego czy brązowego. Obrazy namalowane są w stylu impresjonistycznym, ale podporządkowane zasadom ekspresjonizmu: wszystko w nich jest ekspresją, wszędzie widzimy podejście psychologiczne obnażające ciemne zakamarki duszy ludzkiej, które znajdują swój wyraz w jej płótnach.

W dniu zamknięcia wystawy odbył się uroczysty koncert oraz aukcja prac.
Pod koniec 1938 r. ukazał się drugi tom wierszy poety Jung Wilne – Elchanana Woglera – Cwej beriozes bajm trakt (Dwie brzozy przy drodze) z okładką zaprojektowaną przez Rachelę Suckewer.
24 marca 1939 r. odbył się wieczór teatralno-literacki w Konserwatorium z okazji wydania tomiku Szwarce perl (Czarne perły) Lejzera Wolfa. Kostiumy do części teatralnej zaprojektowała Rachela Suckewer.
W lipcu 1939 r. reprodukcja jej obrazu Dos kind fun gas (Dziecko ulicy) ukazała się w Almanachu „Naje Bleter”, będącym efektem współpracy grupy Jung Wilne z literatami żydowskimi z Kowna.

## II wojna światowa
Po wybuchu II wojny światowej Rachela Suckewer pozostała w Wilnie. Podczas okupacji sowieckiej włączyła się w aktywną pomoc imigrantom Żydowskim z terenów okupowanych przez Niemców. Na początku 1940 r. ukazało się ostatnie wydawnictwo grupy Jung Wilne – tomik poezji Abrahama Suckewera – Waldiks (Leśno) w nakładzie 500 egzemplarzy z okładką autorstwa Racheli Suckewer. Tomik zawierał wiersze Suckewera z lat 1937-1939.
Po utworzeniu Litewskiej Socjalistycznej Republiki Radzieckiej, Suckewer weszła do komitetu organizacyjnego zbiorowej wystawy litewskiej prezentowanej od listopada do grudnia 1940 r. w Wilnie. Została także członkiem jury oceniającego przedstawione dzieła. Muzeum Państwowe zakupiło wtedy wiele prac malarki.
Po wkroczeniu Niemców do Wilna, Rachela Suckewer trafiła do utworzonego w mieście getta, podobnie jak jej kuzyn Abraham Suckewer i kolega z Jung Wilne – poeta Szmerke Kaczergiński. W getcie pomagała uzdolnionym dzieciom, otaczając opieką i pomocą materialną utalentowanego plastycznie dziesięcioletniego chłopca – Zelmana Baka, oraz czternastoletniego S. Walmarka. W marcu 1943 r. zaprezentowała swoje prace na odbywającej się w getcie, w tamtejszej sali teatralnej – wystawie plastycznej. Pokazała na niej obraz Portret fun a man (Portret mężczyzny), trzy pejzaże wileńskie oraz sześć akwarel będących elementami dekoracji teatralnej do przedstawień wystawianych na terenie getta. Na wystawie zaprezentowano też dzięki staraniom Suckewer prace jej podopiecznych Baka i Walmarka. Część z wystawionych prac została zakupiona przez Muzeum Getta. Z wystawą połączony był także konkurs plastyczny, którego główną nagrodę w wysokości 250 marek otrzymała Suckewer za obraz Portret fun a man. Już w pierwszych dniach samą wystawę odwiedziło kilkaset osób.
Chcąc zabezpieczyć swój dorobek artystyczny, Suckewer przekazała na przechowanie swoje prace zaprzyjaźnionej Polce – pani Milewskiej. Niestety prace spłonęły po bombardowaniu wraz z domem, w którym były przechowywane.
Po likwidacji wileńskiego getta została wraz z rodzicami i siostrą deportowana do obozu zagłady w Treblince i tam zamordowana. Jej mąż został deportowany do obozu w Estonii.

## Dzisiaj
Do czasów dzisiejszych zachowało się niewiele prac artystki. W zbiorach Muzeum Żydowskiego w Wilnie znajduje się jej obraz „Portret dziewczynki”. W muzeum Żydowskim w Wilnie znajduje się też wiersz Abrahama Suckewera Tak powiesz sierocie wykaligrafowany na ozdobnym papierze z ilustracjami wykonanymi pastelami przez Rachelę Suckewer.